# Liste des aéroports à Chypre

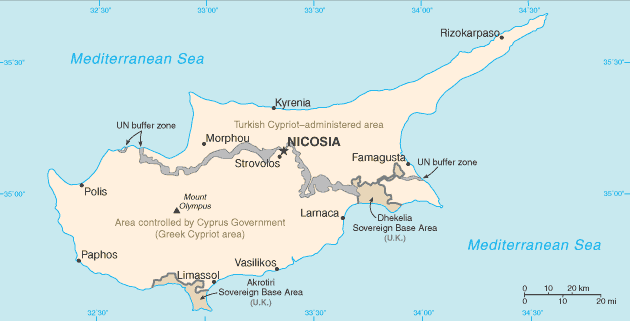
Carte de Chypre

Ceci est une liste des aéroports à Chypre, regroupée par type et triée par emplacement. Il comprend les aéroports avec licences, militaires et civils.

## Aéroports
| Nom de l'aéroport                 | Emplacement | Juridiction | OACI | AITA | Type                | Passagers        | Remarque                                                        |
| --------------------------------- | ----------- | ----------- | ---- | ---- | ------------------- | ---------------- | --------------------------------------------------------------- |
| Aéroport international de Larnaca | Larnaca     | ROC         | LCLK | LCA  | Public              | 7,734,290 (2017) |                                                                 |
| Aéroport international de Paphos  | Paphos      | ROC         | LCPH | PFO  | Public et militaire | 2,518,169 (2017) |                                                                 |
| Aéroport international de Nicosie | Nicosie     | UNBZ        | LCNC | NIC  | Public              |                  | Non utilisé                                                     |
| Base aérienne de Lakatamia        | Lakatamia   | ROC         |      |      | Militaire           |                  |                                                                 |
| Aéroport international d'Ercan    | Tymvou      | TRNC        | LCEN | ECN  | Public              | 3,962,541 (2017) |                                                                 |
| Base aérienne de Geçitkale        | Lefkoniko   | TRNC        | LCGK | GEC  | Militaire           |                  |                                                                 |
| Base aérienne İlker Karter        | Kyrenia     | TRNC        |      |      | Militaire           |                  |                                                                 |
| RAF Akrotiri                      | Akrotiri    | SBA         | LCRA | AKT  | Militaire           |                  |                                                                 |
| Base aérienne de Kingsfield       | Dhekelia    | SBA         | LCRE | KIN  | Militaire           |                  | 06/24 35° 00′ 55″ N, 33° 43′ 02″ E Précédemment RAF Kingsfield. |

### Citations
1. ↑  Jackson 1995, p. 8.

- « ICAO Location Indicators by State » [archive du 26 avril 2012], Organisation de l'aviation civile internationale, 17 septembre 2010
- « IATA Airline and Airport Code Search », Association internationale du transport aérien
- « UN Location Codes: Cyprus », sur UN/LOCODE 2012-1, UNECE, 14 septembre 2012 – inclut les codes AITA
- « Airports in Cyprus », Great Circle Mapper – codes OACI et AITA